# Turin Brakes
Turin Brakes ist ein modernes Folk-Pop-Duo; bestehend aus den zwei Freunden Olly Knights und Gale Paridjanian. Beide stammen aus Balham, London.
Ihr erstes Album „The Optimist LP“ erhielt sehr viel Anerkennung und wurde für den Mercury Music Prize nominiert.

## Diskografie

### Alben
- The Optimist LP (2001)
- Late Night Tales: Compiled By Turin Brakes (2004)
- Ether Song (2003)
- Jackinabox (2005)
- Live at the Palladium (2005, nur auf iTunes erhältlich)
- Dark on Fire (2007)
- Bottled at Source – The Best of the Source Years (2009)
- Outbursts (2010)
- The Optimist Live (2011)
- We Were Here (2013)
- Lost Property (2016)
- Invisible Storm (2018)
- Wide-Eyed Nowhere (2022)
- Spacehopper (2025)

### EPs
- The Door (1999)
- The State of Things (2000)
- Fight or Flight (2000)
- The Red Moon (2005)
- Something out of Nothing (2007)
- Everybody Knows Every Day’s a Wicked Black Game (2010)
- Xerox (2011)

### Singles
- The Door (2001)
- Underdog (2001)
- 72 (2001)
- Mind Over Money (2001)
- Long Distance (2002)
- Pain Killer (2003)
- Average Man (2003)
- 5 Mile (These Are the Days) (2003)
- Fishing for a Dream (2005)
- Over and Over (2005)
- Stalker (2007)
- Something in My Eye (2008)
- Sea Change (2010)
- Rocket Song (2010)